# Karen Spens
Karen Maria Spens, född 1963 i Helsingfors, är en finlandssvensk professor och rektor för Svenska handelshögskolan 2015–2022. 
Spens avlade ekonomie doktorsexamen vid Svenska handelshögskolan år 2001. Hon har bland annat forskat i humanitär logistik. 
Hon var professor i logistik och samhällsansvar vid Svenska handelshögskolan från och med år 2007 och valdes till högskolans prorektor med ansvar för utbildning år 2010.
År 2015 valdes Spens till Svenska handelshögskolans rektor för en femårsperiod. År 2020 blev hon omvald för ytterligare tre år. I början av augusti 2022 början hon som rektor för BI Norwegian Business School.
Spens var med om att grunda den första vetenskapliga tidskriften inom humanitär logistik samt kompetenscentret HUMLOG (The Humanitarian Logistics and Supply Chain Research Institute) år 2008. Humlog-institutet är ett gemensamt kunskapscenter för Svenska handelshögskolan och Försvarshögskolan.
År 2019 förlänades Spens Kommendörstecknet av Finlands Lejons orden.

## Utmärkelser
- Kommendörstecknet av Finlands Lejons orden,  6 december 2019[3]

[Redigera Wikidata]